# Galumna rasilis
Galumna rasilis är en kvalsterart som beskrevs av Pérez-Íñigo 1987. Galumna rasilis ingår i släktet Galumna och familjen Galumnidae. Inga underarter finns listade i Catalogue of Life.